# Hét
Hét is een plaats (község) en gemeente in het Hongaarse comitaat Borsod-Abaúj-Zemplén. Hét telt 562 inwoners (2001).

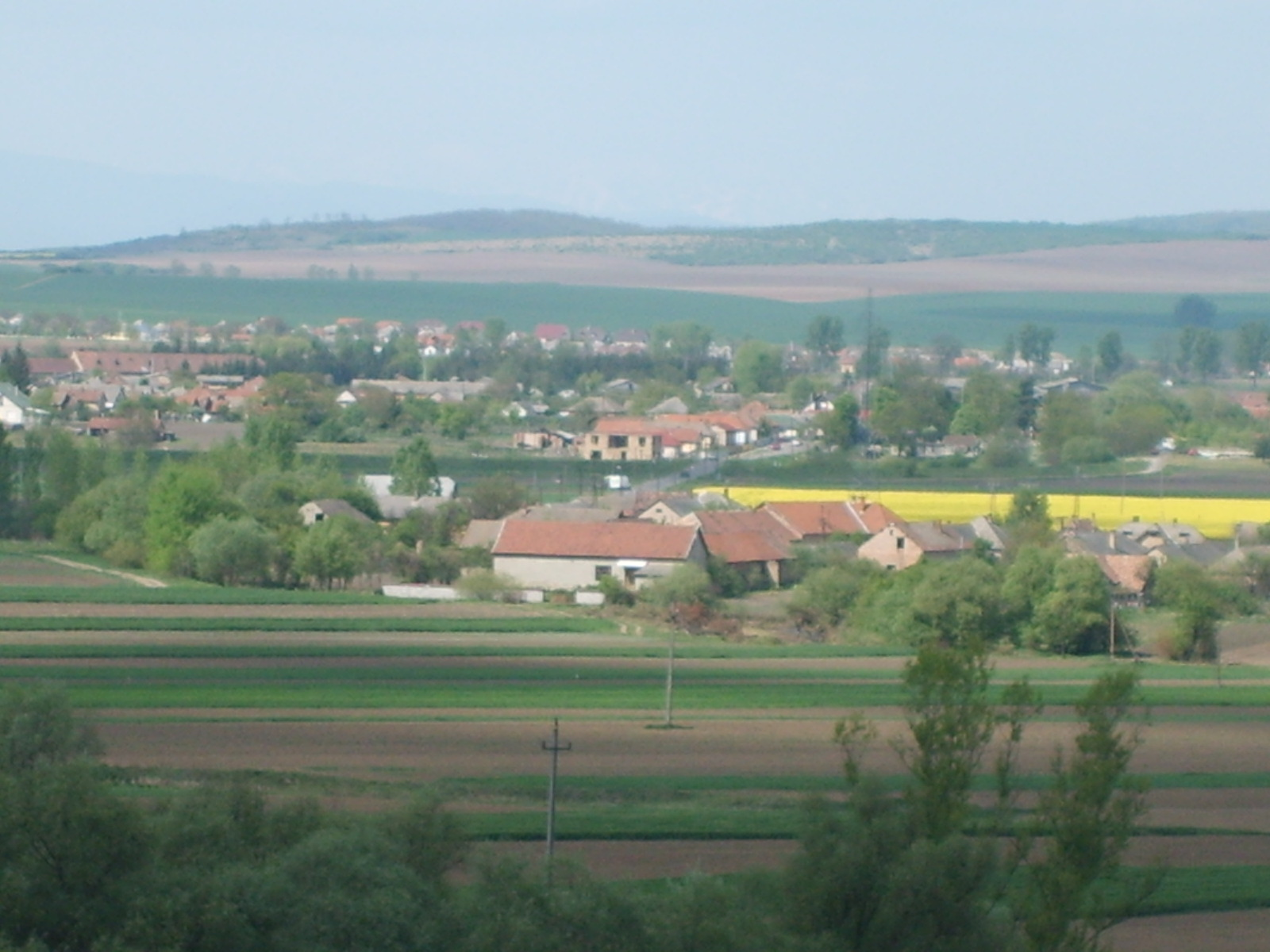
Hét
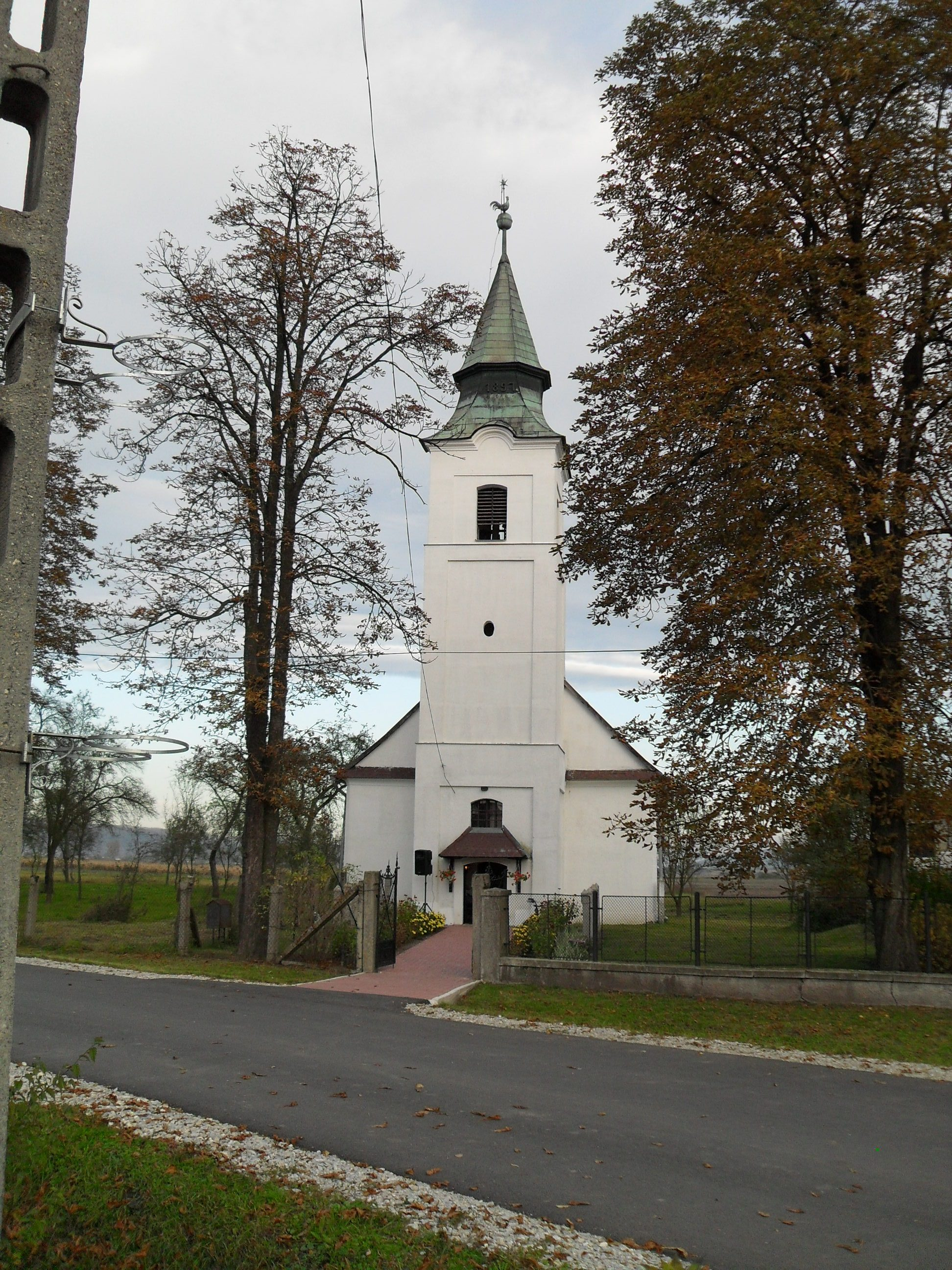
Hervormde kerk in Hét